# 西部地域 (シエラレオネ)
西部地域（The Western Area）は西アフリカのシエラレオネにある地域で、地方行政区画である。シエラレオネの最西部の首都フリータウンがあるフリータウン半島に位置する。

## 隣接州
- 北西部州 (シエラレオネ)
- 南部州 (シエラレオネ)

## 下位行政区画
西部地域は都市地区と地方地区の2地区に分かれ、フリータウンの地方自治体によって治められている。
西部地域は首都フリータウンがある、都市地区と周辺の農村の地方地区の2地区にさらに分けられている。
- 西部地域アーバン地区（英語版）（Western Area Urban District）
- 西部地域ルーラル地区（英語版）（Western Area Rural District）

## 住民
イギリス、北アメリカ及び西インド諸島（主にジャマイカ）など解放奴隷の黒人の移住地だったため、クリオと呼ばれるクレオールが西部地域には色濃く残る。